# Garota Nacional
«Garota Nacional» es una canción de 1996 interpretada por el grupo musical brasileño de pop rock y reggae de Belo Horizonte Skank, y publicado en su tercer disco O Samba Poconé. La canción, que fue el segundo sencillo del disco, fue el mayor éxito a nivel internacional de dicho álbum. En los países hispanohablantes la canción fue parcialmente traducida al español y rebautizada como «Chica Nacional».
Fue producida por Dudu Marote en el estudio Mosh, en São Paulo.
En el videoclip de la canción participaron las modelos y actrices de O Globo Carla Marins, Ingra Lyberato, Shirley Miranda, Cibele Larrama, Dominique Scudera, Paula Burlamaqui, Vanessa de Oliveira y Paloma Duarte. El suceso fue polémico en su estreno en MTV Brasil al incluir desnudos femeninos. A pesar de ello el videoclip obtuvo un Astronauta de Plata de MTV en los VMA, en Nueva York, en la categoría Elección de los Televidentes - Internacional. Por su parte, otras cadenas de televisión emitieron una versión censurada del videoclip.
La canción fue un éxito internacional, liderando en 1997 el ranking Billboard en España durante tres semanas, lo que llevó al grupo a recibir el Premio Ondas en la categoría de Grupo Revelación Latino de ese año. Así mismo, Sony Music lanzó el recopilatorio Soundtrack For a Century para conmemorar su centenario, en el cual incluyeron «Garota Nacional» como única canción en lengua portuguesa.